# Tepualia stipularis
Tepualia stipularis är en myrtenväxtart som först beskrevs av William Jackson Hooker och George Arnott Walker Arnott, och fick sitt nu gällande namn av August Heinrich Rudolf Grisebach. Tepualia stipularis ingår i släktet Tepualia och familjen myrtenväxter. Inga underarter finns listade i Catalogue of Life.

## Bildgalleri

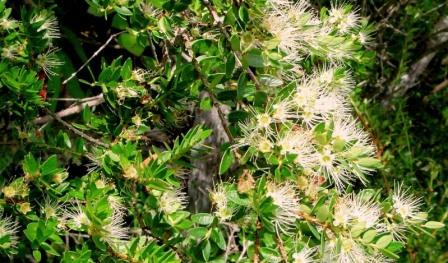